# 池田町洋館街

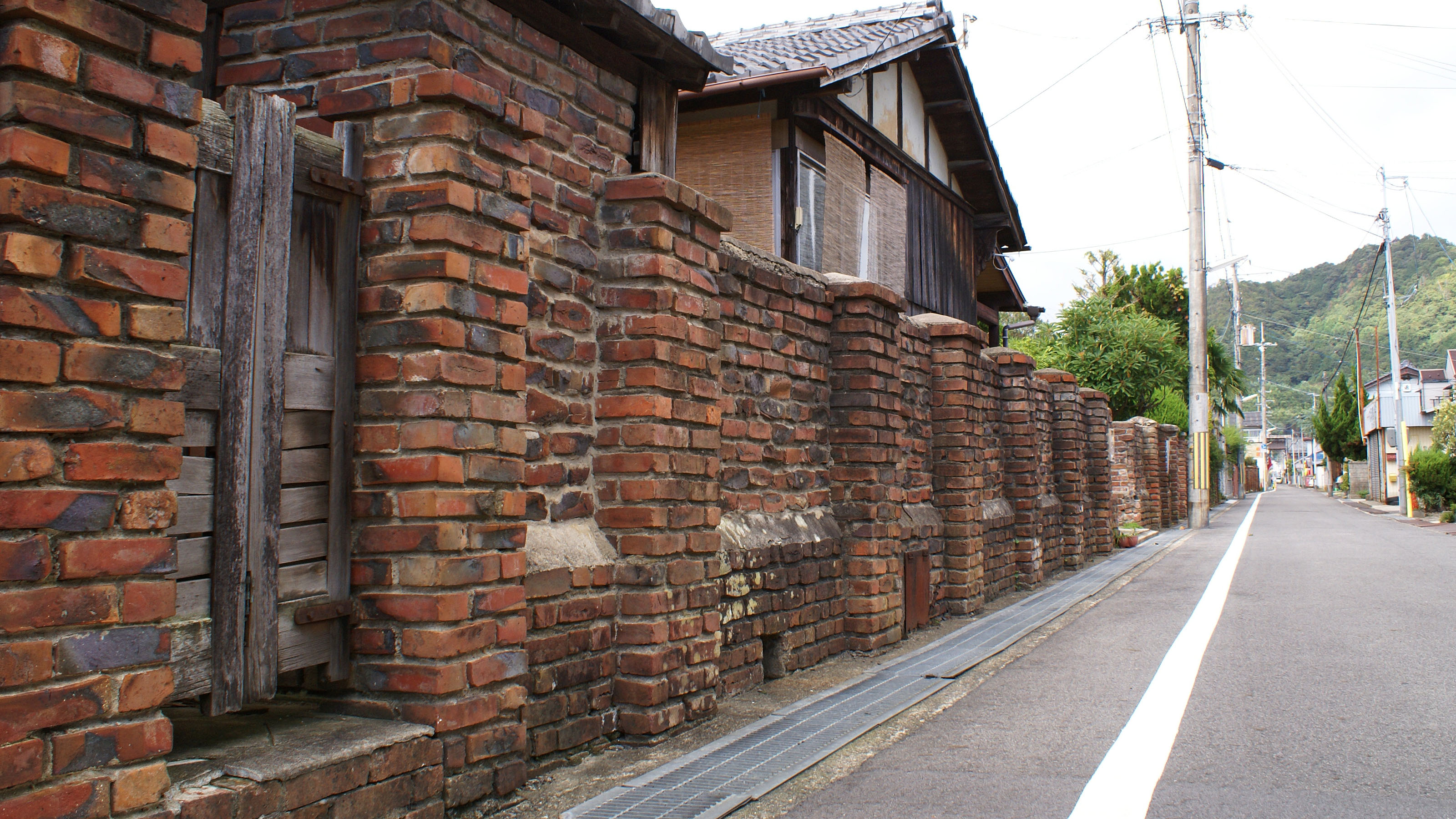
煉瓦塀

池田町洋館街（いけだまちようかんがい）は、滋賀県近江八幡市旧市街の一角の名称。建築家ウィリアム・メレル・ヴォーリズが近江八幡で最初に設計した現存する3棟の大正時代築の西洋館で構成される。

## 概要
- 旧ウォーターハウス邸 - 1913年（大正2年）築
  - 早稲田大学の元教師・ウォーターハウスの住宅。切妻屋根、3階建、煙突と暖炉4箇所の邸宅。

- 旧吉田邸 - 1913年（大正2年）築
  - 近江兄弟社創業者の一人、吉田悦蔵の邸宅。滋賀県立八幡商業学校の教え子で、その後近江ミッション（近江兄弟社の前身）をヴォーリズとともに支えた。

- 旧ヴォーリズ邸 - 1914年（大正3年）築（現存せず）
  - たねや本店2階喫茶室に旧ヴォーリズ邸在りし時代の洋館街の陶器製模型が展示されており、当時の街の雰囲気にふれることができる。

- ダブルハウス - 1921年（大正10年）築
  - 近江ミッションの社員用の二世帯用住宅。

## 所在地
- 〒523-0877 滋賀県近江八幡市池田町5丁目

## 交通アクセス
- JR東海道本線（琵琶湖線）および近江鉄道八日市線（万葉あかね線）近江八幡駅から近江鉄道バスで小幡上筋停留所下車、徒歩3分。
- 同駅から徒歩20分。

## 周辺情報
- アンドリュース記念館（旧近江八幡YMCA会館）
- 近江八幡市立資料館 郷土資料館
- 近江八幡市立資料館 歴史民俗資料館
- 旧八幡郵便局
- 旧西川家住宅（重要文化財）
- 旧伴家住宅
- 白雲館
- かわらミュージアム
- ヴォーリズ記念館
- 八幡公園
- 八幡堀
- 日牟禮八幡宮
- 本願寺八幡別院
- ボーダレス・アートミュージアム NO-MA
- 酒游舘